# Žagrović
Žagrović falu Horvátországban Šibenik-Knin megyében. Közigazgatásilag Kninhez tartozik.

## Fekvése
Knintől légvonalban 3, közúton 6 km-re északnyugatra, Dalmácia északi-középső részén, Bukovica területén, a Krka jobb partja és a Zágráb – Split főút közelében fekszik.

## Története
A szerbek betelepülése a 16. század elején kezdődött. Knin környékén már 1511-ben nagy számú szerb lakosság érkezett, majd főként Bosznia és Hercegovina területéről 1523 és 1527 között Dalmácia területére is sok szerb települt. A žagrovići pravoszláv templom 1537-ben épült. A következő századokban a környező falvak lakossága már mind pravoszláv többségű volt. A településnek 1857-ben 958, 1910-ben 1228 lakosa volt. Az első világháború után előbb a Szerb-Horvát-Szlovén Királyság, majd Jugoszlávia része lett. 1991-ben csaknem teljes lakossága szerb nemzetiségű volt. Lakói még ez évben csatlakoztak a Krajinai Szerb Köztársasághoz. A horvát hadsereg 1995 augusztusában a Vihar hadművelet során foglalta vissza a települést. Szerb lakói elmenekültek. A településnek 2011-ben 637 lakosa volt.

## Lakosság
| Lakosság változása | Lakosság változása | Lakosság változása | Lakosság változása | Lakosság változása | Lakosság változása | Lakosság változása | Lakosság változása | Lakosság változása | Lakosság változása | Lakosság változása | Lakosság változása | Lakosság változása | Lakosság változása | Lakosság változása | Lakosság változása |
| ------------------ | ------------------ | ------------------ | ------------------ | ------------------ | ------------------ | ------------------ | ------------------ | ------------------ | ------------------ | ------------------ | ------------------ | ------------------ | ------------------ | ------------------ | ------------------ |
| 1857               | 1869               | 1880               | 1890               | 1900               | 1910               | 1921               | 1931               | 1948               | 1953               | 1961               | 1971               | 1981               | 1991               | 2001               | 2011               |
| 958                | 1.028              | 976                | 1.131              | 1.109              | 1.228              | 1.111              | 1.413              | 1.359              | 1.471              | 1.597              | 1.465              | 1.340              | 1.393              | 648                | 637                |

## Nevezetességei
Szent Miklós püspök tiszteletére szentelt szerb pravoszláv templomát 1537-ben építették gótikus stílusban. A templom egyhajós épület félköríves apszissal, oldalt kétosztatú, a homlokzaton háromosztatú ablakokkal. A templomot temető övezi.